# سیارک ۱۲۱۰۱۹
سیارک ۱۲۱۰۱۹ (به انگلیسی: 121019 Minodamato، نامگذاری:1999BO7)۱۲۱۰۱۹مین سیارک کشف شده‌است که در ۲۰ ژانویه ۱۹۹۹ کشف شد.